# Fountain (Wisconsin)
Fountain es un pueblo ubicado en el condado de Juneau en el estado estadounidense de Wisconsin. En el Censo de 2010 tenía una población de 555 habitantes y una densidad poblacional de 6,97 personas por km².

## Geografía
Fountain se encuentra ubicado en las coordenadas 43°51′22″N 90°15′5″O / 43.85611, -90.25139. Según la Oficina del Censo de los Estados Unidos, Fountain tiene una superficie total de 79.68 km², de la cual 79.68 km² corresponden a tierra firme y (0%) 0 km² es agua.

## Demografía
Según el censo de 2010, había 555 personas residiendo en Fountain. La densidad de población era de 6,97 hab./km². De los 555 habitantes, Fountain estaba compuesto por el 97.12% blancos, el 0.18% eran afroamericanos, el 0% eran amerindios, el 0.36% eran asiáticos, el 0% eran isleños del Pacífico, el 1.8% eran de otras razas y el 0.54% pertenecían a dos o más razas. Del total de la población el 2.52% eran hispanos o latinos de cualquier raza.